# Yves Larock
Yves «Larock» Cheminade (* 1977 in der Schweiz) ist ein Schweizer House-DJ, Produzent und Mitglied des Africanism-All-Stars-Projekts.

## Karriere
Im Sommer/Herbst 2007 wurde Yves Larocks Single Rise Up zu einem populären Dancefloor-Hit in Europa und stieg sogar auf Platz 13 der britischen Charts. Rise Up war noch Ende September 2008 in den Schweizer Charts vertreten. Im selben Jahr brachte er sein Debütalbum Rise Up in den Handel.

## Diskografie

### Alben
- 2008: Rise Up
- 2009: Manego

### Singles
- 2004: Aiaka
- 2004: Zookey
- 2005: Red Dragon
- 2005: Yves Larock EP
- 2005: Vibenight
- 2005: Zookey (Lift Your Leg Up)
- 2006: Losing Track of Time (feat. JD Davis)
- 2006: Energia! (als Brazilian Kiss)
- 2006: Something on Your Mind (vs. Discokidz)
- 2007: Attack of the Firebird (feat. Ludovic B)
- 2007: Rise Up
- 2008: By Your Side
- 2008: Say Yeah (feat. Jaba)
- 2008: Children of the Sun (feat. Yanou)
- 2008: Egocentric
- 2011: Milky Way (feat. Trisha)
- 2012: We
- 2012: Dynamite Sound System
- 2013: A Little
- 2013: Surrounded (vs. Tony T.)

### Remixes
- 2005: Dub Deluxe – Sex on Sax
- 2006: Major Boys vs. Kim Wilde – Friday Night Kids
- 2006: Tune Brothers – Serenata
- 2009: Deepside Deejays – Beautiful Days
- 2010: Jesus Luz – Every Single Girl Tonight
- 2012: Adele – Skyfall